# جمعية الطلبة التونسيين
جمعية الطلبة التونسيين تأسست هذه الجمعية في شهر جانفي 1950 في أهم مؤسسة للتعليم بتونس آنذاك وهي معهد الدراسات العليا وقد ضمنت طلبة المؤسسات العليا الأخرى آنذاك. غير أن هذه الجمعية بقيذت محدودة التأثير نظرا لقلة عدد الطلبة التونسيين بالتعليم العالي آنذاك. وفي عام 1953 اندثرت هذه الجمعية تماما حيث تأسس آنذاك الاتحاد العام لطلبة تونس الذي توجه إلى كل الطلبة التونسيين بالداخل والخارج، سواء كانوا يدرسون بالتعليم العصري أو التعليم الزيتوني.
- ضم أول مكتب لجمعية الطلبة التونسيين عددا من الطلبة الذين سيبرزون فيما بعد على الساحة الوطنية ومن أبرزهم: السينمائي الطاهر شريعة والأستاذ الشاذلي الفيتوري والقيادي الشيوعي عبد الحميد بن مصطفى...